# 梶原纪子
梶原纪子（日语： Kajiwara Noriko，1967年9月11日—），日本女子游泳运动员。她曾代表日本参加1996年、2000年、2004年和2008年夏季残疾人奥林匹克运动会游泳比赛，获得二枚金牌和一枚铜牌。